# Diplazon oralis
Diplazon oralis är en stekelart som först beskrevs av Christian Gottfried Daniel Nees von Esenbeck 1830.  Diplazon oralis ingår i släktet Diplazon och familjen brokparasitsteklar. Inga underarter finns listade i Catalogue of Life.